# Natalpflaume

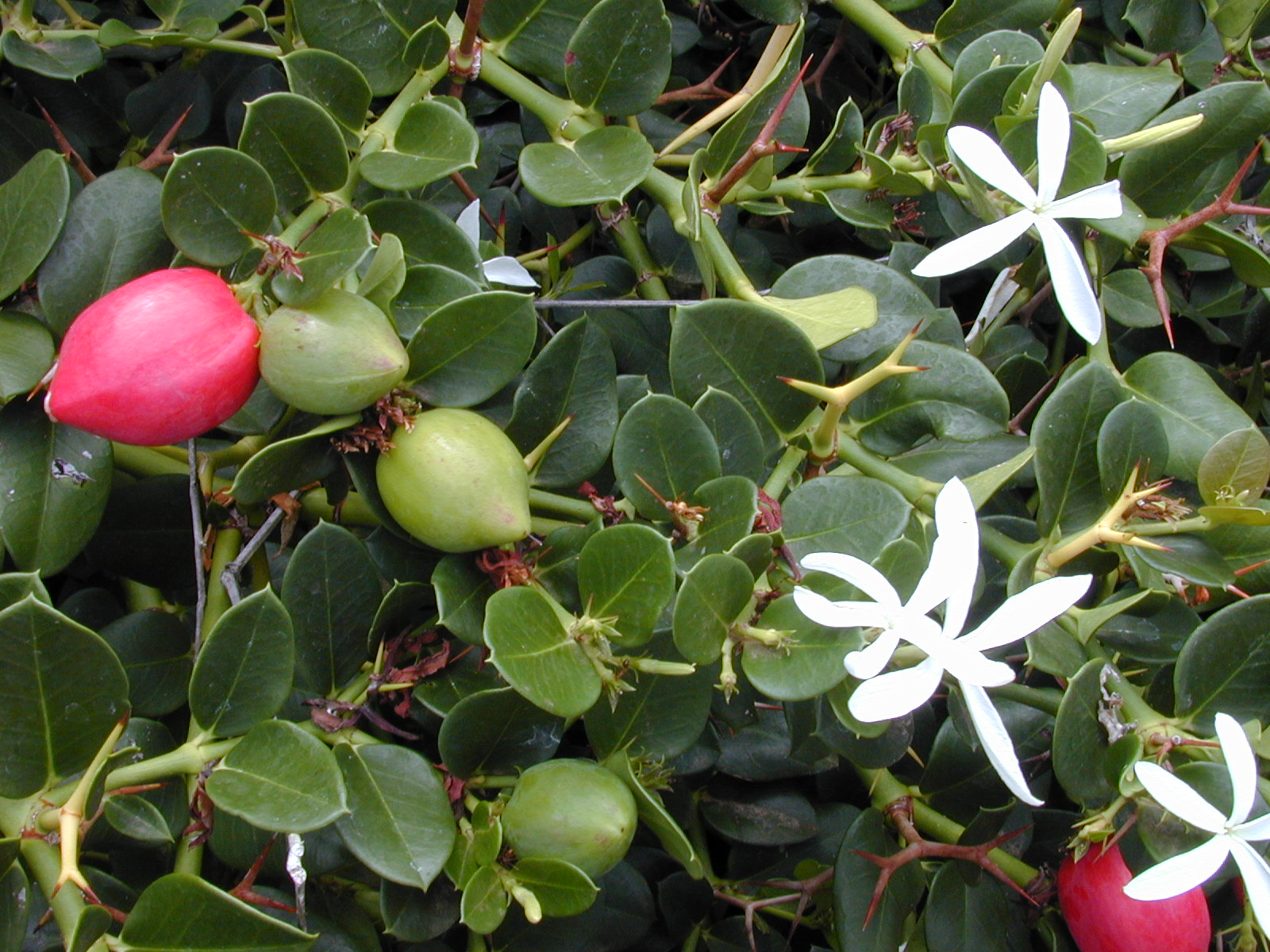
Früchte, Blüten, Dornen und Blätter

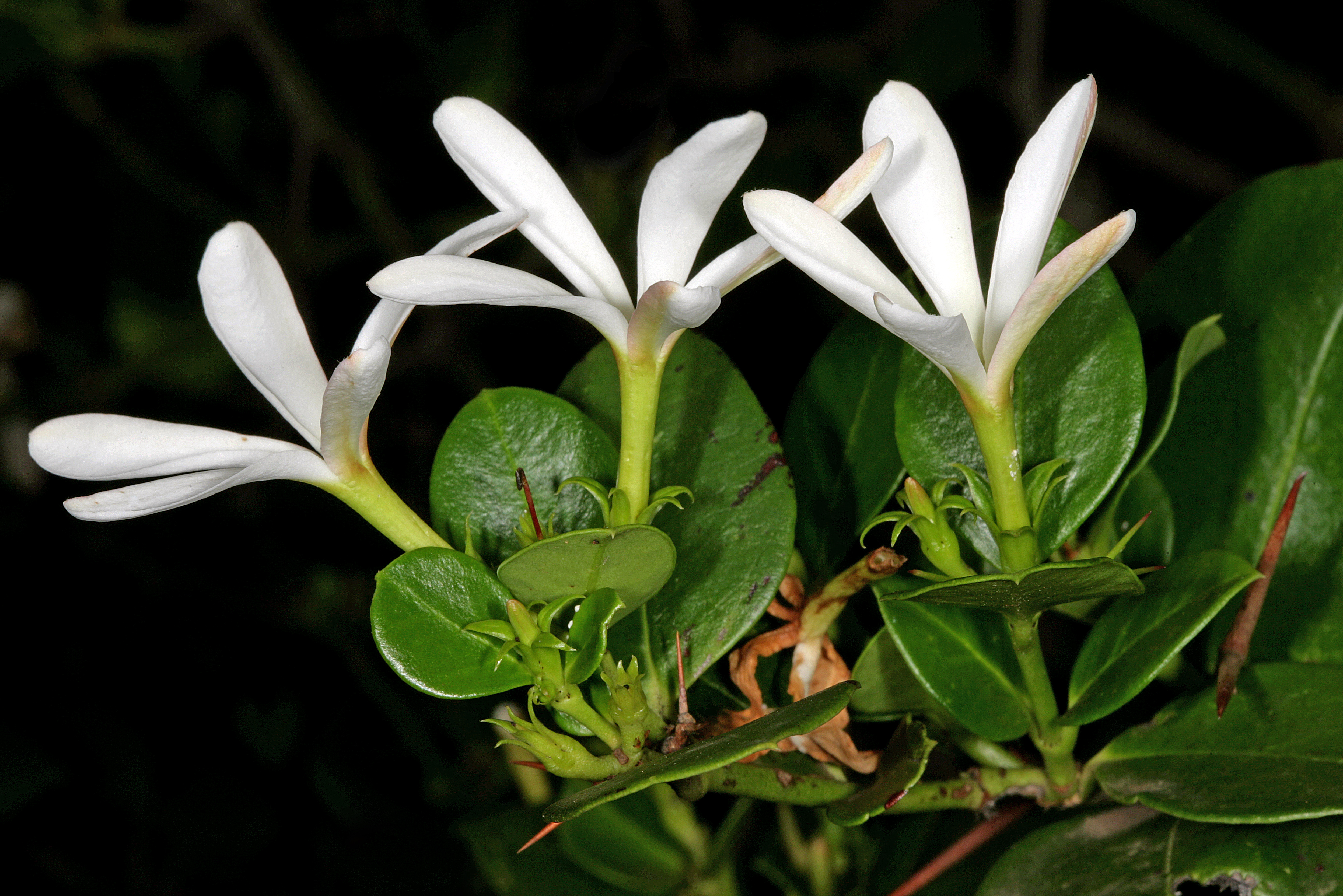
Blüten

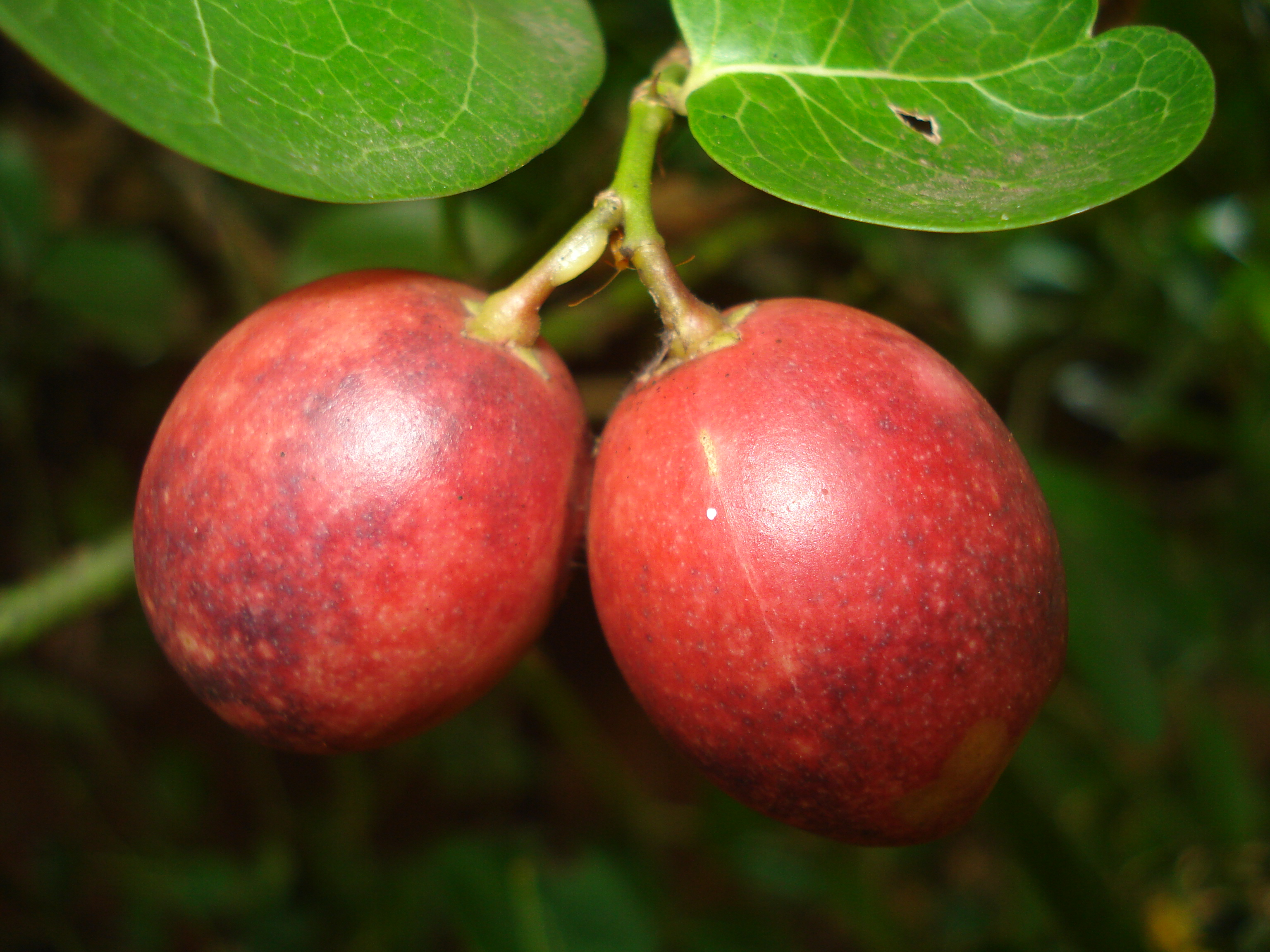
Natalpflaumen

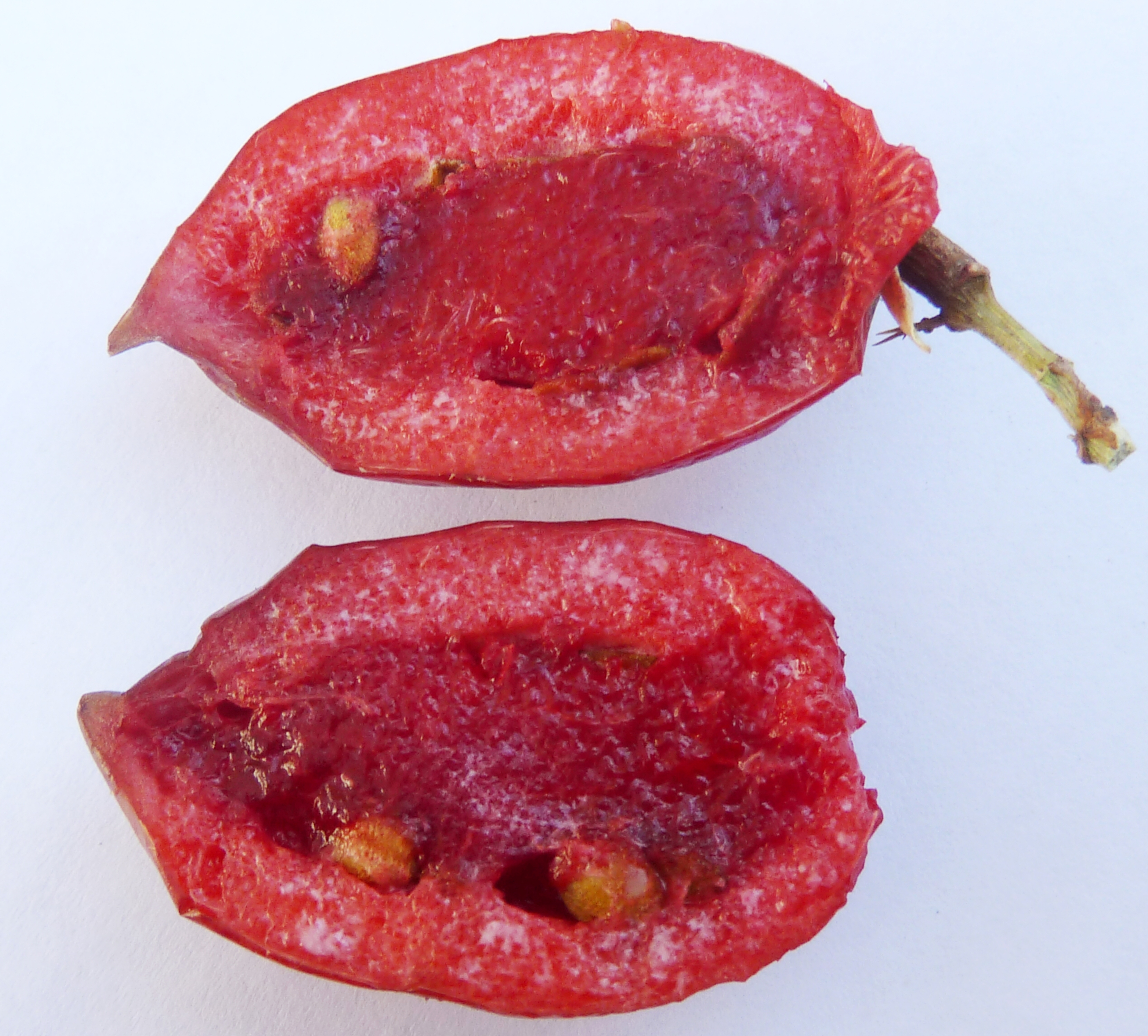
Offene Frucht und Samen

Die Natalpflaume (Carissa macrocarpa) ist eine Pflanzenart aus der Gattung der Wachsbäume in der Familie der Hundsgiftgewächse (Apocynaceae). Die Pflanze ist in Afrika heimisch. Der Namensteil „Pflaume“ bezieht sich auf das Aussehen der Früchte; die Art ist jedoch mit der Pflaume nicht näher verwandt.

## Beschreibung
Die Natalpflaume ist eine dornige, reich verzweigte und immergrüne Pflanze. Sie wächst meistens als Strauch oder seltener als kleiner Baum und erreicht Wuchshöhen bis gut 4–5 Meter. Die Borke ist grau-bräunlich und rau, furchig. Äste und Zweige sind mit verholzten 2 bis 4 cm langen, oft gabligen, verzweigten Dornen bewehrt. Die Pflanze führt einen Milchsaft.
Die gegenständigen, ganzrandigen und meist kahlen, einfachen Laubblätter sind ledrig, dicklich, dunkelgrün und etwa 3 bis 7 cm lang. Sie sind eiförmig bis elliptisch oder rundlich, seltener verkehrt-eiförmig und an der Spitze stachelspitzig. Der Blattstiel ist mit 3 bis 5 mm Länge sehr kurz.
Die Natalpflaume ist gynodiözisch, es sind also weibliche und zwittrige Individuen zu finden. Die weiblichen Blüten sind kürzer und schmaler als die zwittrigen.
Die Blüten stehen endständig in kleinen, doldigen Büscheln oder sie erscheinen einzeln, sie duften süß und sind grünlich-weiß bis leicht rosa. Die zwittrige oder weibliche Blüte ist bis etwa 1,1–1,8 cm lang, kurz dickgestielt und fünfzählig (selten sechszählig). Die schmal-eilanzettlichen, fast kahlen, knapp verwachsenen Kelchblätter sind 6 mm lang und spitz. Die Blütenkrone ist stieltellerförmig, die langen Kronzipfel sind verkehrt-eiförmig bis -eilanzettlich und bis 1,5–4,5 cm lang. Die lange, schmale und innen behaarte Kronröhre ist meist grün und im oberen Bereich leicht becherförmig geweitet. Die kurzen Staubblätter sind bis 3–5 mm lang und sitzen etwas oberhalb der Mitte in der Kronröhre, bei den weiblichen Blüten sind die Staubbeutel einiges kürzer und funktionslos, steril (Antherode). Der oberständige, zweikammerige Fruchtknoten ist etwa 1,5 mm lang, der ungleich lange Griffel endet bei den zwittrigen Blüten etwas unter den Staubbeuteln, bei den weiblichen ist er länger und endet knapp darüber. Es liegt also auch eine Distylie vor. Der verdickte Griffelkopf trägt die zweilappige Narbe, bei den weiblichen Blüten ist er mit den sterilen, kurzen Antheroden verklebt.
Die glatten, eiförmigen bis ellipsoiden und vielsamigen Beeren sind etwa 3–6 Zentimeter groß. Sie sind zunächst grün, zur Reifezeit färben sie sich rötlich, sind teils „bereift“ und sie enthalten Milchsaft, der manchmal etwas durch die Schale drückt. Sie sind sehr fein weißlich punktiert und an der Spitze sind sie teils kurz bespitzt oder abgerundet, auch können Griffelreste vorhanden sein. An der Basis können auch Kelchreste erhalten bleiben. Die dünnschaligen Beeren enthalten bis etwa 16 abgeflachte, etwa 5–6 Millimeter große, etwa elliptische und bräunliche Samen.
Die Chromosomenzahl beträgt 2n = 66.

## Verbreitung und Standort
Die Heimat der Natalpflaume erstreckt sich vom zentralen bis in das südliche und südöstliche Afrika. Die Vorkommen in Afrika liegen in Südafrika, Mosambik, Sambia, Simbabwe, Kenia und im Kongo.
Wegen ihrer essbaren Früchte wird sie mittlerweile auch in anderen Ländern angepflanzt, so im südöstlichen China und in den USA (Texas, Florida und Arizona sowie in Hawaii) oder in Mittelamerika und in Jamaika, auf den Bahamas, sowie in Indien und auf den Philippinen oder in Israel.
Die Natalpflaume wächst bevorzugt in frostfreien Küstengebieten wie Dünen und Küstenwäldern und ist in der Regel unter 500 Hm verbreitet. Sie gedeiht in salziger Luft und ist recht windresistent. Die Pflanze ist kältetolerant (bis −5° C) und trockenheitsresistent.

## Nutzung
Die Beeren der Natalpflaume sind essbar. Der dornige Strauch wird auch gern als Hecke gepflanzt.

## Systematik
Das Basionym Arduina macrocarpa wurde 1830 von Christian Friedrich Ecklon in South African Quarterly Journal 1(4): 372 erstbeschrieben. Die Umteilung zu Carissa macrocarpa erfolgte 1844 von Alphonse Pyrame de Candolle in Prodr. 8: 336.